# Голихани, Шабнам
Шабна́м Голиха́ни (перс. شبنم قلی‌خانی‎; род. 10 ноября 1977, Тегеран, Иран) — иранская актриса кино и телевидения, сценаристка и режиссёр. Получила известность за исполнение главной роли в телесериале «Святая Марьям», снятый в 2000 году.

## Биография
Родилась 10 ноября 1977 года в Тегеране (Иран). Начала свою карьеру в 1997 году, снявшись в фильме «Антигона», в 2000 году сыграла в телесериале «Святая Марьям», а в 2004 году сняла свой первый короткометражный фильм «Реальность уличного продавца». Написала сценарий и поставила несколько театральных и короткометражных фильмов, включая как документальные, так и художественные.
Преподает в театральных школах с 2004 года. В течение нескольких лет преподавала в Тегеранском исламском университете Азад основы актёрского мастерства и драматургии. Получила степень магистра драматического искусства в Университете Азад.
В 2003 году получила степень бакалавра искусств в области драматического искусства.